# アーシューラー
アーシューラー（アラビア語: عَاشُورَاء, ʿāshūrāʾ, アーシューラー(ッ)、ペルシア語: عاشورا, Âshurâ）は、ヒジュラ暦（イスラーム暦）ムハッラム月（1月）10日を指すアラビア語由来の名称。
またそこから転じて、この日に行われる宗教行事を指す場合もある。

## スンナ派におけるアーシューラー
イスラム教において宗教的に重要な日のひとつであるが、その意味合いはスンナ派とシーア派との間で大きく異なる。
ムハッラム月10日目がイスラム教において宗教的な位置づけを得たのは、預言者ムハンマドがマッカからマディーナに移住（ヒジュラ）した後、ユダヤ教時代から伝わる「贖罪の日」の断食の習慣を適用し、マディーナで創設されたウンマ（イスラム共同体）における断食潔斎の日と定めたことに端を発している。キリスト教が旧約聖書という形でユダヤ教を継承しているように、イスラム教においても新約、旧約共に聖典として教義に含まれているため、ユダヤ教の習慣が継承されること自体は自然なことである。しかし、後年マディーナにおいてムスリムとユダヤ教徒の関係が悪化したため、ユダヤ教の性格が強いとみなされたアーシューラーの断食は（ラマダーン月のような）義務としての宗教行事ではなくなった。しかし、スンナ派の間では敬虔な信徒が自発的に潔斎をとりおこなう日として今日まで存続している。

## シーア派におけるアーシューラー

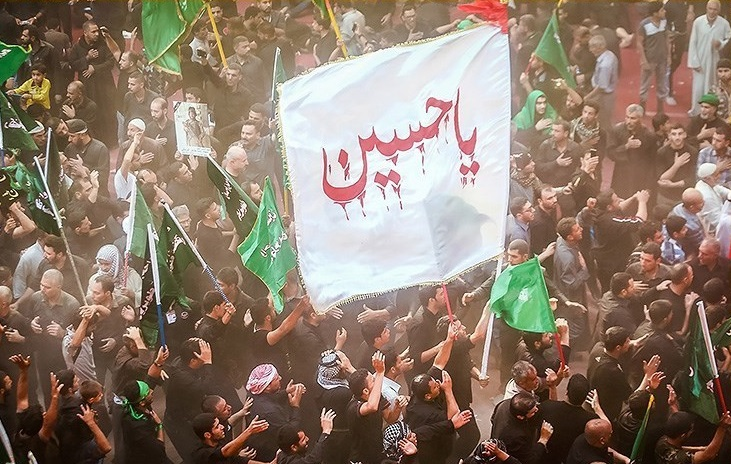
カルバラーの墓廟で追悼行事に参加する人々

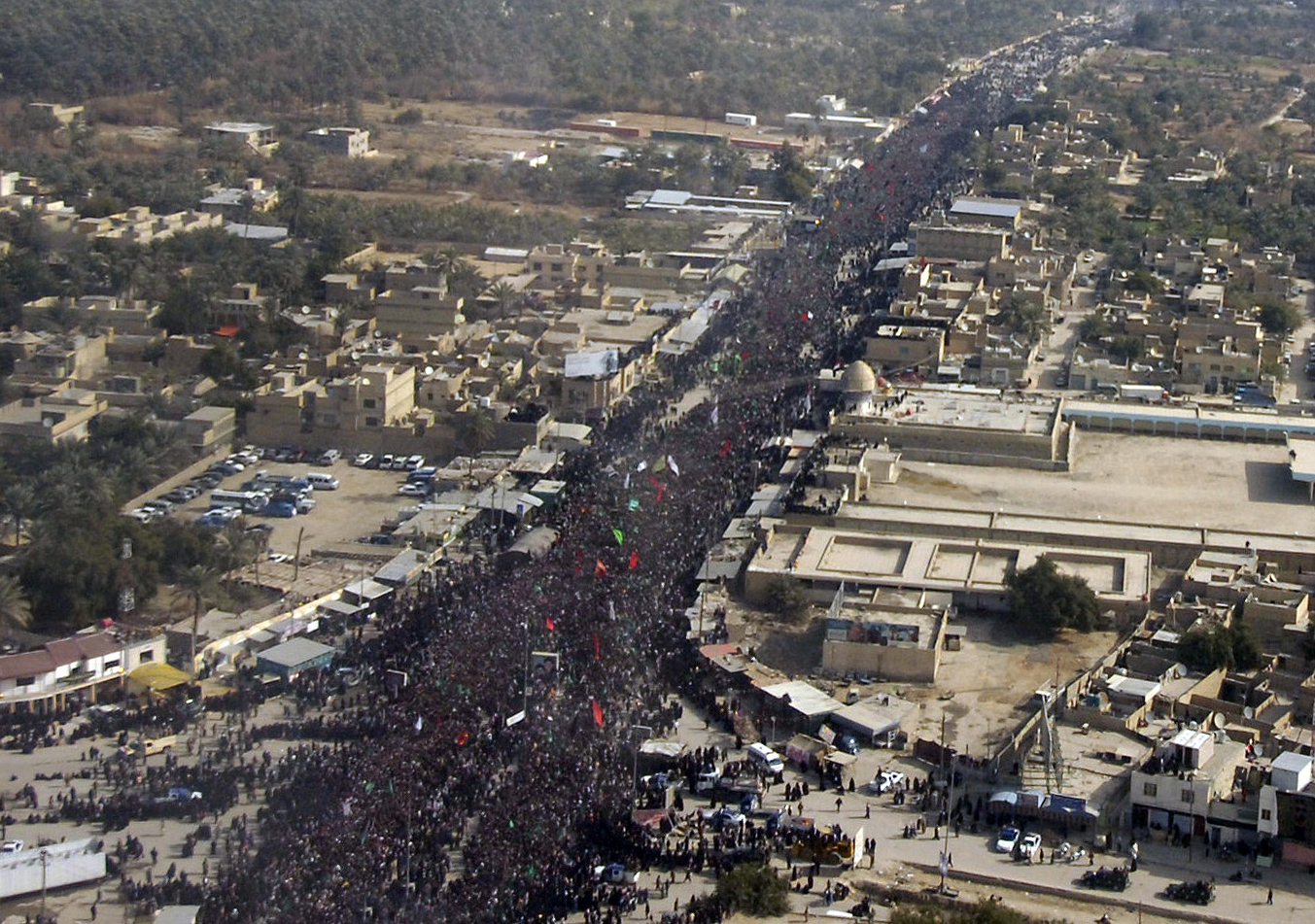
イラク国内外からカルバラーに集まった信徒ら

一方、シーア派の信徒の間でアーシューラーはイマーム・（アル＝）フサインが殉教した日として特に重要視されている。ムハンマドの死から50年後、ヒジュラ暦61年アーシューラーの日（ユリウス暦680年10月1日）に、初代イマームアリーと預言者の娘ファーティマの次男であり、シーア派の人々から第3代イマームとみなされる（アル＝）フサインが、現在のイラク、カルバラー付近の戦場でウマイヤ朝の軍隊によって殺害された（カルバラーの戦い）。シーア派の説によれば、（アル＝）フサインは、彼を指導者として推戴することを望むシーア派の人々の求めに応じ、父アリーの旧本拠地クーファに向かう途上、これを阻止しようとするウマイヤ朝カリフのヤズィード1世の手にかかって殺されたということになっている。このためシーア派の人々は、（アル＝）フサインをウマイヤ朝の手にかけさせてしまったことを哀悼し、タアズィヤと呼ばれる殉教追悼行事を行うようになった。
アーシューラーのタアズィヤでは、（アル＝）フサインの殉教を哀悼する詩の朗読や、殉教したときの様子を再現する宗教劇が上演され、人々は（アル＝）フサインの死を大声で喚き、涙を流して嘆き悲しむ。さらに、（アル＝）フサインの棺を模した神輿が担ぎ出されたり、人々が鎖で自分の体を鞭打って哀悼の意を表現するなど、熱狂的な儀礼が繰り広げられる。
宗教的な感情が最高潮を迎えるアーシューラーの日は、シーア派社会のエネルギーが爆発する日であり、イラン革命においてもアーシューラーの日に行われたデモが大きな影響力を持った。反権力闘争に繋がりかねないとして、湾岸諸国などスンナ派政府の国家では、当局によってアーシュラーが弾圧されることもある。

### 行事内容と用語

#### タアズィヤ
「同情する｣「慰める、哀悼の意を伝える」を意味するアラビア語の動詞派生形第2形 عَزَّى（ʿazzā, アッザー）の動名詞 تَعْزِيَةٌ（taʿziya(h), タアズィヤ, 「同情；慰め、哀悼｣）より。（アル＝）フサインならびに一行の死を悼む行為を指す。